# Multitimbraal
De term multitimbraal komt uit de elektronische muziek en is van toepassing op synthesizers en soundmodules. Het betekent zoveel als: het vermogen om meerdere timbres ('sounds') tegelijkertijd hoorbaar te kunnen maken.

## Achtergrond
Al vanaf de jaren 70 werden er sequencers geproduceerd. Dat waren toen opzichzelfstaande apparaten met een eigen, ingebouwde geluidsbron. Dit kwam de flexibiliteit niet ten goede want men was altijd afhankelijk van de geluiden die de sequencer zelf kon voortbrengen.
Met de komst van het MIDI communicatie-protocol voor digitale muziekinstrumenten begin jaren 80 werden ook digitale sequencers uitgebracht die via MIDI konden communiceren met synthesizers. Hierdoor werd het ineens mogelijk om de geluiden van de externe geluidsbron aan te sturen via MIDI, waardoor men niet meer puur en alleen afhankelijk was van de geluiden die de sequencer tot zijn beschikking had.
De eerste synthesizers die gebruik maakten van MIDI waren onder meer de Yamaha DX7 en de Roland Juno-106. Revoluties in de digitale chiptechnologie maakten het mogelijk om tot unificatie te komen voor wat betreft de communicatie tussen elektronische muziekinstrumenten. De nieuwe synthesizers 'begrepen' MIDI en konden (met het geluid dat op dat moment geselecteerd was) de MIDI noot-informatie die de sequencer verstuurde hoorbaar maken als muziek. 
Om echter tot een volwaardige muzikale productie te komen was méér nodig. In ieder geval meer dan alleen maar één geluid.
Het MIDI-protocol voorziet echter in de mogelijkheid om over maximaal 16 'kanalen' tegelijkertijd MIDI-informatie te verzenden. En verzenden over meerdere kanalen betekent ook dat ontvangen over meerdere kanalen mogelijk is.
Tussentijdse oplossingen werden daarom gevonden door meerdere synthesizers via complexe MIDI THRU - IN - THRU - IN -lussen aan elkaar te verbinden, en de verschillende synthesizers op verschillende kanalen in te stellen, zodat er meerdere klankkleuren tegelijkertijd hoorbaar konden worden gemaakt. De beperkingen waren duidelijk: men was altijd afhankelijk van het aantal beschikbare synthesizers (een kostbare zaak), en het aantal beschikbare sounds op een bepaald moment in de muziek was altijd exact hetzelfde als het aantal aanwezige synthesizers op dat moment. Ook een element als vertraging speelde een rol: wanneer te veel MIDI-apparaten met elkaar waren verbonden dan vertoonde het laatste lid in een MIDI-keten veelal een hoorbare vertraging. Hierdoor klonk de muziek niet meer 'strak'. Dit effect wordt ook wel aangeduid als MIDI lag.
Deze zaken waren aanleidingen om de daaropvolgende generatie synthesizers en soundmodules uit te rusten met multitimbrale mogelijkheden. De apparaten konden zodanig worden ingesteld dat zij 'luisterden' op alle beschikbare MIDI-kanalen - tegelijkertijd.
Daarmee waren de digitale geluidsbronnen multitimbraal geworden. Er konden nu in principe 16 klankkleuren (sounds) tegelijkertijd hoorbaar worden gemaakt.
Bij de iets oudere multitimbrale geluidsbronnen is het vaak nog nodig om een "Omni" of "Global"-parameter op "ON" te zetten voordat multitimbraliteit überhaupt functioneert (De bijbehorende handleidingen leggen dit vaak goed uit). De huidige apparaten laten zich dat betreft wat makkelijker bedienen.